# Brandsjön
Brandsjön är en sjö i Vaggeryds kommun i Småland och ingår i Lagans huvudavrinningsområde. Sjön är 12 meter djup, har en yta på 0,487 kvadratkilometer och är belägen 256,2 meter över havet. Sjön avvattnas av vattendraget Bolmån (Ulvhultsån). Vid provfiske har abborre, gädda och mört fångats i sjön.

## Delavrinningsområde
Brandsjön ingår i det delavrinningsområde (637845-139057) som SMHI kallar för Utloppet av Ryasjön. Avrinningsområdets medelhöjd är 271 meter över havet och ytan är 21,49 kvadratkilometer. Räknas de 5 delavrinningsområdena uppströms in blir den ackumulerade arean 32,54 kvadratkilometer. Bolmån (Ulvhultsån) som avvattnar avrinningsområdet har biflödesordning 2, vilket innebär att vattnet flödar genom totalt 2 vattendrag innan det når havet efter 227 kilometer. Delavrinningsområdet består mestadels av skog (75 procent) och sankmarker (12 procent). Avrinningsområdet har 1,98 kvadratkilometer vattenytor vilket ger det en sjöprocent på 9,2 procent.